# Коренизация
Корениза́ция — политическая и культурная кампания советской власти в национальном вопросе в 1920-е и в начале 1930-х годов, а также в течение короткого периода марта — июня 1953 года (национальные реформы Берии), призванная сгладить противоречия между центральной властью и коренным населением национальных республик СССР. Коренизация выражалась в подготовке и продвижении на руководящие должности представителей местных национальностей, создании национально-территориальных автономий, внедрении языков национальных меньшинств в делопроизводство, в образование, поощрении издания СМИ на местных языках. В конце 1930-х годов (частично ещё в 1932—1933 годах) коренизация была свёрнута, многие её активные участники репрессированы. На смену коренизации пришло повсеместное внедрение русского языка как языка межнационального общения. Впрочем, коренизация привела к созданию значительного слоя образованных кадров из представителей национальных меньшинств СССР, а также к созданию сети образовательных учреждений с нерусскими языками обучения.

## Причины и идеологическая основа
Причинами коренизации были непрочность советской власти в национальных окраинах, выявившаяся в годы Гражданской войны в России, настороженность нерусского населения национальных окраин по отношению к власти (и старой, и новой) с её выраженной «русской» языковой и этнокультурной доминантой, и существенный рост национального самосознания нерусских народов в ходе революционных событий начала XX века, с которым центральной власти пришлось так или иначе считаться. Идеологической основой «коренизации» стала провозглашённая 15.11.1917 Декларация прав народов России. Дальнейшее развитие идеология «коренизации» получила в трудах партийных и советских руководителей. В 1920 году И. В. Сталин в статье «Политика советской власти по национальному вопросу в России» предложил «поставить школу, суд, администрацию, органы власти на родном языке». Ситуация в Советской России была следующей — на национальных окраинах города зачастую были русскоязычными, но окружающая их сельская местность была населена представителями национальных меньшинств. Поэтому следовало коренизировать прежде всего русскоязычные города. И. В. Сталин не видел в этом ничего невозможного. В своём выступлении на X съезде РКП (б) в 1921 году он заявил: «Нельзя идти против истории. Ясно, что если в городах Украины до сих пор ещё преобладают русские элементы, то с течением времени эти города будут неизбежно украинизированы. Лет 40 тому назад Рига представляла собой немецкий город. Но так как города растут за счёт деревень, а деревня является хранительницей национальности, то теперь Рига — чисто латышский город. Лет 50 назад все города Венгрии имели немецкий характер, теперь они мадьяризированы. То же самое будет с Белоруссией, в городах которой все еще преобладают небелоруссы».
По мнению западных историков целью коренизации являлось укрепление большевистской власти на местах. Незначительный процент национальных (нерусских) кадров в партийных и советских органах большинства национальных республик и автономий вызывал беспокойство центрального руководства, так как это значительно ослабляло авторитет и привлекательность власти в глазах местного населения. Многие партийные и советские функционеры на местах не знали языка местного нерусского населения и пренебрежительно относились к его традициям и культуре, демонстрируя хорошо знакомый местному населению по былым годам великорусский шовинизм. Достаточного количества лиц местных национальностей, имеющих образование, достаточное для занятия руководящих должностей, от дореволюционного времени осталось мало, особенно в среднеазиатских республиках. Даже на Украине кадровый голод был так значителен, что это признавал даже противник большевиков, гетман П. П. Скоропадский, пытавшийся проводить в 1918 году во многом схожую политику украинизации. Он писал: «Украинцы все говорят о том, что я пользовался русскими силами для создания Украины. Да, потому, что одними украинскими силами нельзя было создать ничего серьёзного. Культурный действительно класс украинцев очень малочислен. Это и является бедой украинского народа». К тому же часть национальной интеллигенции эмигрировала в связи с приходом большевиков. В итоге, к началу 1920-х годов представители национальных меньшинств составляли лишь небольшую часть партийных органов советских республик, к тому же далеко не все националы владели родным языком в совершенстве. Например, в 1922 году этнические украинцы составляли лишь 23 % состава КП(б)У. В 1922 году украинским языком свободно владели только 11 % членов КП(б)У. Советским властям даже пришлось пойти на крайнюю меру — пригласить для проведения украинизации галичан-националистов во главе с М. С. Грушевским. Попытки «коренизации» местной партийной и советской власти были непоследовательными и половинчатыми. В начале 1930-х годов началось их сворачивание в связи с началом кампании «борьбы с буржуазным национализмом», в ходе которой основная часть местных «коренизаторов» подверглась репрессиям. Например, немецкий специалист Герхард Симон считал, что коренизация должна была предотвратить развитие националистических сил. Уступки в языке, культуре и кадровой политике должны были остановить распространение автономистских и сепаратистских настроений.

## Меры по осуществлению
Проводилась коренизация путём выдвижения на руководящие партийные и административные посты местных национальных кадров различных уровней, а также через малоудачные попытки заставить уже имеющиеся русскоязычные партийные и административные кадры в национальных окраинах освоить язык местного населения. Эта политика, наряду с политикой поддержки и развития национальных культур, при всей своей противоречивости и неудачах, имела существенное значение для национального становления и культурного развития нерусских народов СССР.
В районах проживания национальных меньшинств устанавливались процентные квоты их представительства, а также сроки перевода 22 ноября 1923 года ЦИК Киргизской АССР принял декрет, который предусматривал перевод в период с января по июль 1924 года всего официального делопроизводства в казахских волостях на казахский язык. II сессия ЦИК Киргизской АССР потребовала 100 % коренизации штатов в районах проживания казахского населения и 50 % коренизации в районах со смешанным по этническому составу населением. В 1936 году казахи составляли 67 % КазЦИКа, 64 % руководства республиканских наркоматов, 53 % руководящих работников исполкомов, 56 % председателей областных исполкомов, 69 % райисполкомов, 65 % председателей аулсоветов. На 1 января 1937 года казахи составляли 46,8 % численности партийной организации республики.
В некоторых местностях коренизация в 1920-е годы сопровождалась возвратом местным народам изъятых у них для русскоязычных переселенцев земель и ограничением миграции из РСФСР. В 1920—1921 годах советская власть предприняла ряд мер по ограничению переселения русскоязычных жителей в Казахстан, а также по возврату казахам части изъятых земель. Постановление Совнаркома Киргизской автономной советской социалистической республики от 8 ноября 1920 года запретило самовольное крестьянское переселение. Вернувшиеся в начале 1920-х годов из Китая (куда бежали после подавления восстания 1916 года) казахи обнаружили, что на оставленных землях появились поселения русскоязычного населения. Власти Казахской АССР выселили русскоязычное население, передав землю с постройками казахам. Всего были ликвидированы 120 русских и украинских сел, 32 хутора, 95 заимок и выселено 6466 хозяйств (из них почти половина в Джетысуйской губернии). Во второй половине 1920-х годов на территории Казахстана изъятие земель у русскоязычных переселенцев приняло массовый характер и сопровождалось их выездом. Официальные статистики в 1929 году сообщали, что шло выдавливание «европейского» населения, в результате которого число хозяйств в целом по республике сократилось на 14 %, а русское и украинское население советского Казахстана уменьшилось на 700 тысяч человек. Такая политика продолжалась недолго. 8 февраля 1927 года Президиум ВЦИК РСФСР уравнял в правах землепользования казахское и русскоязычное население. В феврале 1929 года был снят запрет на переселение в Казахстан крестьян из европейской части СССР.
Результатом коренизации стало создание полиэтничной системы образования. Например, в Украинской ССР к весне 1938 года было 21 656 школ, в которых преподавание велось на 21 языке. С украинским языком преподавания имелась 18 101 школа, с русским — 1550 школ, еврейским — 312, молдавским — 163, узбекским — 19, белорусским — 9, болгарским — 54, польским — 50, немецким — 512, чешским — 14, греко-эллинским — 12, татарским — 5, армянским — 4, туркменским — 2, киргизским — 1, шведским — 1, казахским — 1, смешанных — 838. Многие национальные школы были малокомплектными (например, в чешской школе Киева было 3 класса и 19 учащихся), а часть их учеников плохо знала русский язык, а также язык преподавания, низким был уровень обеспечения учителями и учебными пособиями. Эта полиэтничная система образования в 1930-е годы быстро росла. В 1930/31 учебном году в СССР в национальных школах обучались 7 620 400 человек, а в 1938/39 учебном году — уже 14 146 152 человека. Для подготовки учителей в СССР в 1939 году действовали 411 национальных педагогических училищ со 116200 учащимися.
Активно шла коренизация печати. В 1936 году 62 % всех журналов Украинской ССР выходило на украинском языке. В записке Л. З. Мехлиса, поступившей в ЦК ВКП(б) 30 октября 1937 года, сообщалось, что в Украинской ССР выходит только одна областная русскоязычная газета «Социалистический Донбасс», в остальных областях республики нет ни одной русскоязычной газеты областного значения.

## Коренизация в национальных образованиях РСФСР
Коренизация охватила не только союзные республики, но и национальные автономии в составе РСФСР. Среди них были автономии, в которых численно преобладало русское население. Последнее обстоятельство не было основанием для исключения автономии из коренизации.
В Бурят-Монгольской АССР, где преобладали русские (55,2 % населения согласно переписи 1926 года) коренизацию начала в 1924 году специально созданная комиссия. Однако план по коренизации аппарата из-за нехватки квалифицированных работников из числа местных кадров почти сразу провалился и в 1926 году его пришлось разработать заново. Трёхлетний план 1926 года должен был быть реализован в 1927 - 1929 годах и довести представительство бурят в республиканских учреждениях до 37,7 %, а в аймачных и низовых советских и кооперативных органах бурят должно было быть 33 %. К 1936 году буряты составляли 32,7 % работников республиканских организаций и учреждений.
В Татарской АССР внедрение татарского языка в делопроизводство формально началось с Декрета Всетатарского ЦИК и СНК Татарской АССР от 25 июня 1921 года «О реализации татарского языка в пределах Татреспублики». Предусматривался перевод к 1930 году основного делопроизводства на татарский язык в учреждениях и предприятиях, расположенных в районах, где татары составляли большинство населения. В дальнейшем республиканские нормативные акты следовали один за другим. Их требования не исполнялись на местах, но повторялись во всё новых инструкциях. Например, в 1922 году одна инструкция предписала до 1 февраля 1923 года перевести все вывески, штампы и печати во всех учреждениях Татарской АССР на татарский и русский язык. 21 сентября 1923 года вышло новое постановление ЦИК Татарской АССР, которое требовало исполнить такие же указания. Затем прекратилось выделение средств на внедрение татарского языка. На 1926/27 и 1927/28 годы средства на внедрение татарского языка в республике не были выделены. Задача по переводу делопроизводства на татарский язык так и не была решена.
В Крымской АССР 10 февраля 1922 года был принят декрет о привлечении крымско-татарского населения в государственный аппарат и о широком использовании крымско-татарского языка. В составе ЦИК Крымской АССР была создана Комиссия по татаризации советского, кооперативного аппарата и общественных организаций. В июле 1921 года Крымское областное татарское бюро провело первую крымскую татарскую конференцию, где присутствовали 230 человек. К 1930 году число крымских татар среди коммунистов Крымской АССР достигло 1398 человек (10,3 %). В 1939 году крымские татары составляли 21,6 % членов и кандидатов в члены партии в Крымской АССР. В 1927 году в аппаратах Крымского ЦИК, СНК, Крымплана, РКИ, городских и сельских советах насчитывались 368 крымских татар (26,8 %). На тот момент из 404 сельских советов 167 были татарскими. 25 июля 1929 года СНК Крымской АССР принял декрет о переводе делопроизводства в государственных учреждениях и общественных организациях, в районах, городах и сельсоветах с большинством коренного населения на татарский язык. В 1930-х годах были созданы 6 национальных крымско-татарских районов. В 1932 году крымские татары составляли 50,4 % ЦИК Крымской АССР.

### Коренизация школы в национальных автономиях РСФСР
В рамках коренизации была сделана попытка создать школы с обучением на национальных языках в национальных республиках РСФСР. Результаты этой политики существенно различались по автономным республикам. Отдел пропаганды и агитации ЦК ВКП(б) сообщал секретарю ЦК ВКП(б) Г. М. Маленкову, что к 1940/41 учебному году ситуация складывалась следующим образом:
- С 1-го по 10-й класс включительно обучение на родном языке существовало только в одной республике — Татарской АССР;
- В 5-7 классах национальных школ перевод обучения на национальные языки осуществлялся во всех автономных республиках РСФСР (кроме Дагестанской АССР и Кабардино-Балкарской АССР);
- В 1-4 классах средних школ (и в начальной школе) во всех национальных республиках обучение шло на национальных языках.

Таким образом, коренизация в национальных республиках РСФСР дала к началу Великой Отечественной войны ограниченный результат — были коренизированы начальные школы и отчасти средние. Старшая школа была коренизирована только в Татарской АССР.

## Коренизация советской ссылки
Коллективизация привела к появлению в СССР «кулацкой ссылки». При этом на спецпоселениях кулаки проживали с семьями, в которых были дети школьного возраста. Были среди сосланных кулаков семьи из национальных автономий. Советские власти пытались поначалу создавать для детей ссыльных национальную школу, таким образом «коренизируя» ссылку. В 1932 году ОГПУ и Наркомпрос создали для детей ссыльных с Украины и из Казахстана 532 национальные школьные группы с обучением на национальных языках, для обучения в которых предполагалось привлекать учителей из национальных республик. От этой идеи отказались уже к 1935 году и обучение детей ссыльных стало проводиться только на русском языке.

## Коренизация Красной Армии
Коренизация проводилась также в Красной Армии. По традиции, сложившейся с дореволюционных времен, в РККА в первые годы советской власти не призывались представители коренных народов национальных окраин.
Коренизация в РККА выразилась в создании воинских частей, укомплектованных по национальному признаку, в использовании национальных языков на военной службе, в создании национальных военно-учебных заведений и квотировании мест в военных учебных заведениях для лиц определенных национальностей. Идеологом выступил М. В. Фрунзе, который считал нерусские контингенты «источником дополнительной мощи» Красной Армии. Уже к концу 1924 года национальные части и соединения существовали в некоторых республиках — в Грузинской, Армянской, Азербайджанской, Белорусской, Бухарской и Украинской ССР, Крымской, Якутской и Дагестанской АССР. Для создания национальных частей использовалась также так называемая «концентрация» — представителей одного этноса сосредотачивали в одной территориальной воинской части, которая формально национальной не считалась. При этом в результате «концентрации» возникали не только национальные дивизии, но и более мелкие формирования в обычных воинских частях — полки, батальоны, батареи, роты, эскадроны, взводы.
Многие военнослужащие-«националы» не владели русским языком. Однако 31 июля 1925 г. было издано постановление Президиума Совета Национальностей ЦИК СССР «О введении в национальных частях исполнительных команд на русском языке». Уставы переводились на национальные языки. Кроме того, на национальных языках издавали военно-политическую литературу.
Коренизация военно-учебных заведений началась в 1924 году. 9 июня 1924 года вышел приказом наркома по военным и морским делам «О национализации военно-учебных заведений», в соответствии с которым на базе различных курсов были открыты национальные военно-учебные заведения для подготовки командного состава на родном языке. Численность таких заведений быстро возросла:
- На 1 марта 1924 года — 7 заведений и 2973 курсанта;
- На 1 ноября 1924 года — 13 заведений и 4961 курсант;
- На 1 октября 1925 года — 20 заведений и 6328 курсантов.

Большинство национальных военных школ было вскоре ликвидировано. В 1929 году в СССР было только 9 национальных военных школ
В национальных военных школах среди курсантов численно преобладали «националы», но и русских было немало. В 1925 году только 76,6 % курсантов национальных школ не были русскими по национальности. Кроме того, для представителей некоторых национальностей (немцев, мордвы, удмуртов, чувашей, коми-зырян, молдаван) предусматривалось выделение специальных мест в военных учебных заведениях на территориях их компактного проживания.

## Прекращение
Частичное сворачивание коренизации имело место в 1930 году, когда
дело «Союза освобождения Белоруссии» привело к фактическому прекращению белорусизации. По «Союзу освобождения Белоруссии» проходили три народных комиссара Белорусской ССР.
Членов «Союза освобождения Белоруссии» обвинили в дерусификации и полонизации белорусского языка. В частности, арестованный нарком А. В. Балицкий показал ОГПУ, что курсы белорусоведения были созданы по совету «Союза освобождения Белоруссии» и были «настоящей школой подготовки национал-демократических пропагандистов и агитаторов». Арестованный нарком А. Ф. Адамович обвинялся в том, что проводил «активную белорусизацию восточных районов, например, проводил стремительную белорусизацию Калининского округа».
Кандидат исторических наук К. С. Дроздов отметил, что проведённые после доклада Затонского репрессии против белорусских национал-коммунистов привели к тому, что после их устранения белорусизация стала проводиться формально.
В 1932—1933 годах на всей территории РСФСР украинизация была свёрнута на основании совместной директивы ЦК ВКП(б) и СНК СССР от 15 декабря 1932 года. Исполнение директивы на местах провели быстро и за несколько недель перешли от украинизации к русификации. Уже 28 декабря 1932 года бюро обкома ВКП(б) Центрально-Чернозёмной области во исполнение совместной директивы ЦК ВКП(б) и СНК СССР от 15 декабря 1932 года принял следующие решения:
- С 1 января 1933 года прекратить преподавание украинского языка во всех школах I и II ступеней (кроме седьмых групп выпуска текущего учебного года);
- С 1 января 1933 года отменить все курсы по подготовке учителей украинского языка;
- Заменить во всех учебных планах преподавание украинского языка и литературы на преподавание русского языка и литературы;
- С 15 января 1933 года прекратить преподавание украинского языка в педагогических техникумах (кроме третьих курсов);
- Ликвидировать Борисовский и Волоконовский украинские педагогические техникумы;
- Прекратить преподавание украинского языка в Белгородском педагогическом институте;
- Упразднить курсы по обучению украинскому языку для технического состава сельсоветов.

26 декабря 1932 года вышло распоряжение № 59 по Центрально-Чернозёмной области, которое ликвидировало украинизацию в судопроизводстве. Этот документ предписывал:
- Перевести все делопроизводство в судах и прокуратуре на русский язык;
- Немедленно прекратить переписку на украинском языке;
- Прекратить выплачивать работникам-украинцам любые надбавки за работу на украинском языке;
- Ликвидировать украинскую кассационную группу областного суда.

Из этих мер видно, что украинизация на территории РСФСР в 1933 году была полностью свернута и заменена русификацией. Тем не менее в РСФСР сохранились украинские национальные районы (50 районов к 1 декабря 1933 года) и украинские сельсоветы.
В начале 1930-х годов были приняты меры по введению преподавания русского языка в национальных школах. В 1933 году вышел первый учебник русского языка для национальных школ, а в 1934 году было введено преподавание русского языка и литературы как отдельных предметов.
В 1937—1938 годах был принят ряд мер по быстрому сворачиванию коренизации и возврату к умеренной русификации. Такой поворот имел также вполне объективные причины. Например, коренизация школы в ряде национальных республик привела к тому, что выпускники нерусских школ зачастую не знали русского языка и потому не могли продолжить обучение в вузах. В 1938 году новый нарком просвещения П. А. Тюркин констатировал, что во многих национальных школах Киргизии, Туркмении, Таджикистана и Узбекистана русский язык «совершенно не преподаётся». После этого в 1938 году было введено обязательное обучение русскому языку во всех национальных начальных школах со 2-го класса, а в неполных средних школах с 3-го класса. 7 марта 1938 года совместное постановление ЦК ВКП(б) и СНК СССР «О национальных частях и формированиях РККА» преобразовало национальные воинские части и соединения, военные училища и школы преобразовывались в общесоюзные с экстерриториальным принципом комплектования. Сворачивание коренизации сопровождалось разоблачительными кампаниями в советской прессе в отношении ее сторонников. Например, 20 марта 1938 года «Правда» разоблачала «гнилую позицию Наркомпроса Башкирии»: «Враги народа — буржуазные националисты, продолжительное время орудовавшие в органах народного образования Башкирии, проводили политику изоляции башкирской молодёжи от русской культуры, воздвигали тысячи препятствий на пути преподавания русского языка и русской литературы в башкирских и татарских школах». 28 марта того же года «Правда» подвергла критике уже Наркомпрос Украинской ССР. Буржуазные националисты, отмечалось в статье, «пустили в обращение вредительскую „теорийку“ о трудностях двуязычия»: «„Теория“ эта заключалась в том, что украинским детям, изучающим свой родной язык, трудно, мол, одновременно обучаться и русскому языку. Сознательно пренебрегая опытом старой русской школы, в которой преподавание двух языков начиналось в первом или во втором классе, они усиленно внедряли эту „теорийку“ и в головы педагогов. Нерадивые учителя получили „веский“ аргумент для оправдания неуспеваемости учащихся». В качестве примера упоминался низкий уровень подготовки учителей русского языка: «В январе текущего года во время контрольной сессии учителей-заочников третьего Киевского педагогического техникума только один из ста учителей написал диктант по русскому языку на „посредственно“, остальные — на „плохо“».
24 января 1938 года Оргбюро ЦК ВКП(б) предписало республиканским наркоматам преобразовать национальные (немецкие, финские, польские, латышские, эстонские и другие) школы, объявленные «очагами буржуазно-националистического влияния на детей» в обычные советские школы с преподаванием «или на языке соответствующей республики, или на русском».
Одновременно шла ликвидация национальных районов и национальных сельсоветов. 17 декабря 1937 года Политбюро ЦК ВКП(б) утвердило Постановление «О ликвидации национальных районов и сельсоветов», в котором было сказано, что «многие из этих районов были созданы врагами народа с вредительскими целями» и предписывалось «ЦК КП(б)Украины, Дальневосточный, Алтайский, и Краснодарский крайкомы, ЦК КП(б)Казахстана, Крымский, Оренбургский, Ленинградский, Архангельский обкомы, на территории которых находятся национальные районы и сельсоветы, к 1 января 1938 г. представить в ЦК ВКП(б) предложения о ликвидации этих районов путём реорганизации в обычные районы и сельсоветы».
Наконец, были частично восстановлены позиции русскоязычной прессы. 17 декабря 1937 года Политбюро ЦК ВКП(б) постановило обязать ЦК КП(б)У «организовать с 19 декабря всеукраинскую большую ежедневную газету на русском языке, как орган ЦК КП(б)У и ВУЦИК. Выпускать газету одинаковым тиражом с газетой „Коммунист“», а также «в месячный срок организовать руководящие газеты на русском языке. В первую очередь должны быть созданы русские газеты в Харькове, Днепропетровске, Одессе и Николаеве».
Серьёзно ударила по коренизации Великая Отечественная война. В ходе войны в РСФСР были ликвидированы некоторые национальные автономии (немцев Поволжья, Калмыцкая АССР, Крымская АССР, Чечено-Ингушская АССР), а представители их титульных народов принудительно переселены в другие местности СССР. В местах ссылки обучение велось только на русском языке. Соответственно национальная школа с преподаванием на языках этих народов прекратила своё существование.

## Поздние попытки (после 1938 года)
В Северо-Осетинской АССР с 1940 года была предпринята попытка коренизации школы. Постановление бюро обкома ВКП(б) и Совнаркома Северо-Осетинской АССР «О коренизации национальных школ в Северо-Осетинской АССР» от 6 декабря 1940 года переводило преподавание предметов в 5 — 7-х классах осетинских национальных школ на осетинский язык. Эта попытка провалилась. Секретарь Северо-Осетинского обкома ВКП(б) К. Д. Кулов в 1952 году докладывал секретарю ЦК ВКП(б) Г. М. Маленкову о причинах провала:
- Не были подготовлены кадры учителей для осетинских школ. Кулов отмечал, что Северо-Осетинский государственный педагогический институт даже в 1952 году не готовил учителей для осетинских школ;
- Низкое качество учебников на осетинском языке. Кулов сообщал, что учебники были переведены на осетинский язык наспех и поэтому они «серьезно тормозят усвоение основ наук учащимися-осетинами».

В итоге Кулов подчеркивал, что уровень знаний учащихся коренизированных осетинских школ в 1952 году был крайне низким, вследствие чего их выпускники испытывали затруднения при поступлении в училища, техникумы и вузы (там преподавание шло на русском языке). Поэтому Кулов просил со ссылкой на совместное Постановление СНК СССР и ВКП(б) от 13 марта 1938 года в порядке исключения с 1 сентября 1952 года в 5 — 7 классах осетинских школ обучение осуществлять на русском языке (с оставлением осетинского языка как предмета). От коренизации Кулов не отказывался и сообщал, что такие меры нужны «впредь до подготовки необходимых условий для успешного проведения коренизации семилетней осетинской школы».

## Итоги
Коренизация привела к тому, что во всех национальных автономиях РСФСР возникла начальная школа с преподаванием на родном языке. Часть автономий, и, следовательно, национальные школы, была ликвидирована в годы Великой Отечественной войны.
В 1949 году ситуация с обучением на национальных языках по автономным республикам РСФСР была следующей:
- Татарская АССР — на татарском языке шло обучение по 10-й класс включительно;
- Башкирская и Чувашская АССР — на национальных языках преподавание отдельных предметов осуществлялось по 10-й класс включительно. Кроме того, в этих республиках существовало обучение по 7-й класс на национальных языках (кроме отдельных предметов);
- Северо-Осетинская АССР — на осетинском языке преподавание шло по 7 класс (кроме отдельных предметов);
- Все остальные республики — преподавание на национальных языках осуществлялось только в 1 — 4 классах.

Таким образом, от политики коренизации образования к 1949 году в большинстве республик РСФСР осталось преподавание на родном языке в начальных классах школ.
Коренизация привела к тому, что к концу 1930-х годов в созданных национальных школах русский язык или вовсе не преподавался, или преподавался очень некачественно. Это приводило к тому, что их выпускники не могли поступить в вузы и техникумы СССР (прежде всего Москвы и Ленинграда), где преподавание велось на русском языке. В докладной записке народного комиссара просвещения РСФСР Петра Тюркина (от 2 февраля 1938 года) по итогам совещания по вопросам преподавания русского языка в национальных школах союзных республик приводил цифры, указывающие, что в большинстве школ национальных республик русский язык не преподавали совсем. Тюркин указывал, что из 728 школ Туркменской ССР русский язык преподавали лишь в 321 школе, из 667 начальных школ Киргизской ССР русский язык изучали в 189 школах, из 255 неполных средних школ Казахской ССР русский язык преподавали в 39 школах, из 75 средних школ Казахской ССР русский язык преподавали только в 7 школах. Тюркин отмечал: «Отнюдь не лучше обстоит дело с преподаванием русского языка в школах Таджикской, Узбекской и др. республик». Причем Тюркин особо отмечал, что даже в немногих национальных школах, где русский язык изучался, его качество преподавания было на низком уровне:

В большинстве школ, где в данное время проводится обучение детей русскому языку, уровень его преподавания остаётся крайне неудовлетворительным, и в результате этого успеваемость учащихся крайне низкая.
В первое десятилетие советской власти в рамках политики коренизации русские в ряде случаев испытывали открытую дискриминацию со стороны коренных народов. Так, русское население Горской АССР жаловалось: «Жизнь русского населения стала… невыносимой и ведет к поголовному разорению и выживанию из пределов Горской республики… Полное разорение экономике края несут постоянные и ежедневные грабежи и насилия над русскими». В Калмыкии русское население просило: «Нам нужно предоставить право наравне с калмыками». В населённых пунктах Белорусской ССР, которые непосредственно граничили с РСФСР, русские просили оставить русский язык в качестве языка преподавания в школах.